# Mercé Rivadulla
Mercè Rivadulla i Gràcia (Ballobar, Bajo Cinca, 1947) es una abogada y política española, diputada en el Congreso de los Diputados en la V y VI legislaturas 

## Biografía
Empezó la carrera de derecho en la Universidad de Barcelona pero se licenció en la Universidad Complutense de Madrid, donde conoció a su primer marido, responsable de la OLP en Madrid. De 1973 a 1976 Trabajó como abogada laboralista en Torrejón de Ardoz, a la vez que ejercía como colaboradora de la Oficina de la Organización para la Liberación de Palestina en Madrid. De 1976 a 1980 trabajó con la OLP en México. Cuando volvió se estableció en Lérida, donde ha trabajado como profesora de enseñanza secundaria en el IES Guindàvols de Lérida.
Militante de Iniciativa por Cataluña, de 1987 a 1993 fue responsable de enseñanza y secretaria de la Mujer de CCOO de Lérida. Fue elegida diputada en las elecciones generales españolas de 1993 y 1996. De 1993 a 1996 fue vicepresidenta Segunda de la Comisión de Política Social y Ocupación y secretaria de la Comisión de Peticiones del Congreso de los Diputados y de 1996 a 1998 portavoz de la Comisión de Defensa. En las elecciones generales españolas de 2000 fue candidata al Senado de España de ICV por Lérida, pero no resultó elegida.
El 1997 fue expulsada del grupo parlamentario Izquierda Unida con Joan Saura i Laporta por oponerse a las directrices de Julio Anguita. En el año 2004 fue nombrada vicepresidenta de Iniciativa per Catalunya-Verds y después de las elecciones municipales españolas de 2003 fue nombrada consejera delegada de sostenibilidad y medio ambiente en la Paeria de Lérida. De 2004 a 2008 también fue vicepresidenta de la secretaría política de Iniciativa por Cataluña.